# 1747 en philosophie
Chronologie de la philosophie
- 1743
- 1744
- 1745
- 1746
- 1747
- 1748
- 1749
- 1750
- 1751

L’année 1747 a été marquée, en philosophie, par les événements suivants :

## Publications
- Jean-Jacques Burlamaqui : Principe du droit naturel.